# Matthew Denny
Matthew Denny (Toowoomba, 2 giugno 1996) è un discobolo e martellista australiano.

## Biografia
Nato nel 1996, Denny ha disputato le prime competizioni di atletica leggera nel 2011 provando le varie discipline costitutive dei lanci. Nel 2013 ha preso parte alla sua prima manifestazione mondiale in Ucraina vincendo due medaglie nella categoria under 18. Debutta tra i seniores prendendo parte nel 2015 alle Universiadi in Corea del Sud, portando a casa una medaglia d'argento, mentre l'anno successivo partecipa alla sua prima edizione dei Giochi olimpici a Rio de Janeiro 2016, terminando le gare nelle qualificazioni. Nel 2018 ha conquistato una medaglia d'argento nel lancio del martello ai Giochi del Commonwealth in Australia a cui ha fatto seguito una medaglia d'oro nel lancio del disco alle Universiadi in Italia l'anno seguente. Concentratosi soprattutto sul lancio del disco, nel medesimo anno ha anche debuttato ad un Mondiale, arrivando sesto in finale. Nel 2024, alle Olimpiadi di Parigi, conquista la medaglia di bronzo con la misura di 69,31 metri.

## Palmarès
| Anno | Manifestazione          | Sede           | Evento              | Risultato | Prestazione | Note                          |
| ---- | ----------------------- | -------------- | ------------------- | --------- | ----------- | ----------------------------- |
| 2013 | Mondiali U18            | Donec'k        | Lancio del disco    | Oro       | 67,54 m     |                               |
| 2013 | Mondiali U18            | Donec'k        | Lancio del martello | Bronzo    | 78,67 m     |                               |
| 2014 | Mondiali U20            | Eugene         | Lancio del disco    | 4º        | 62,73 m     |                               |
| 2014 | Mondiali U20            | Eugene         | Lancio del martello | 23º (q)   | 69,16 m     |                               |
| 2015 | Universiadi             | Gwangju        | Lancio del disco    | Argento   | 62,58 m     |                               |
| 2016 | Giochi olimpici         | Rio de Janeiro | Lancio del disco    | 19º (q)   | 61,16 m     |                               |
| 2018 | Giochi del Commonwealth | Gold Coast     | Lancio del disco    | 4º        | 62,53 m     |                               |
| 2018 | Giochi del Commonwealth | Gold Coast     | Lancio del martello | Argento   | 74,88 m     |                               |
| 2019 | Universiadi             | Napoli         | Lancio del disco    | Oro       | 65,27 m     |                               |
| 2019 | Mondiali                | Doha           | Lancio del disco    | 6º        | 65,43 m     | Miglior prestazione personale |
| 2021 | Giochi olimpici         | Tokyo          | Lancio del disco    | 4º        | 67,02 m     | Miglior prestazione personale |
| 2022 | Mondiali                | Eugene         | Lancio del disco    | 6º        | 66,47 m     |                               |
| 2022 | Giochi del Commonwealth | Birmingham     | Lancio del disco    | Oro       | 67,26 m     | Miglior prestazione personale |
| 2023 | Mondiali                | Budapest       | Lancio del disco    | 4º        | 68,24 m     | Record nazionale              |
| 2024 | Giochi olimpici         | Parigi         | Lancio del disco    | Bronzo    | 69,31 m     |                               |

## Altre competizioni internazionali
2018
- Argento in Coppa continentale ( Ostrava), lancio del disco - 63,99 m

2023
- Vincitore della Diamond League nella specialità del lancio del disco

2024
- Vincitore della Diamond League nella specialità del lancio del disco